# Mary Waldron
Mary Veronica Waldron (* 5. Mai 1984 in Dublin, Irland) ist eine irische Cricket- und Fußballspielerin, die zwischen 2004 und 2011 in der irischen Fußballnationalmannschaft und zwischen 2010 und 2023 für die irische Cricket-Nationalmannschaft spielte.

## Kindheit und Ausbildung
Waldron trat mit 12 Jahren einem Fußballverein bei. Mit 13 Jahren war sie Teil der irischen U16-Nationalmannschaft. Neben Fußball spielte sie in ihrer Jugend Basketball, Volleyball und Hockey. Im weiteren Verlauf durchlief sie das irische Jugendsystem. Sie besuchte das University College Dublin und kam dort mit Cricket in Kontakt.

## Aktive Karriere

### Karriere in der Fußballnationalmannschaft
Waldron gab ihr Debüt in der Fußballnationalmannschaft im Oktober 2004 gegen die Färöer. Ihr zweites und letztes Nationalspiel absolvierte sie im August 2011 gegen die Schweiz. Im nationalen irischen Fußball gewann sie fünf FAI Women’s Cups und zwei Women's National League Titel mit fünf verschiedenen Vereinen.

### Karriere in der Cricket-Nationalmannschaft
Nachdem sie für den Pembroke Cricket Club spielte wurde sie für das A-Team Irlands entdeckt und kam so in den Dunstkreis der Nationalmannschaft. Ihr WODI-Debüt gab sie im Juli 2010 gegen Neuseeland. Ihr WTwenty20-Debüt folgte bei einem Sechs-Nationen-Turnier in Südafrika gegen Sri Lanka. Sie war Teil des irischen Teams beim ICC Women’s World Twenty20 2014 und erzielte dort unter anderem gegen Südafrika 33 Runs. Beim ICC Women’s World Twenty20 2016 und ICC Women’s World Twenty20 2018 konnte sie nicht herausstechen. Bei der Tour gegen die West Indies im Mai 2019 gelang ihr ein Fifty über 55* Runs. Auch erhielt sie dann einen Vertrag mit dem irischen Verband. Sie nahm mit dem irischen Team am ICC Women’s T20 World Cup 2023 teil, blieb mit diesem jedoch sieglos. Im Sommer 2023 erklärte sie dann nachdem sie sich im zweiten WODI gegen Australien verletzte ihren Rücktritt vom internationalen Cricket.
Sie war ebenfalls als Umpire tätig.